# A felsőszölnöki hármashatár
A felsőszölnöki hármashatár (németül Dreiländereck Österreich-Ungarn-Slowenien, szlovénül: Tromeja na Gornjem Seniku) Magyarország, Ausztria és Szlovénia találkozásánál található. A legközelebbi három település a magyarországi Felsőszölnök, a szlovéniai Magasfok és az ausztriai Rábaszentmárton.

## Története
A felsőszölnöki hármashatárkőt a trianoni döntés után, 1922-ben állították fel, közvetlenül a három szomszédos ország találkozásánál.
A két világháború között a felsőszölnöki, alsószölnöki, szakonyfalui, apátistvánfalvi és rábatótfalui iskolások minden év május utolsó vasárnapján a hármashatárkőnél emlékeztek meg az első világháborúban elesett hősökről. Itt előbb elénekelték a magyar himnuszt, majd egy tanító a világháborúról és a trianoni békediktátumról beszélt. A gyerekek ígéretet tettek az emlékmű egész évben tartó gondozására, majd hazafias versek és énekek előadása után uzsonnával zárult a nap.
A második világháború után a terület megközelíthetetlen lett, a vasfüggöny nyugati széleként a határt fegyveresen őrizték, a Magyarországról illegálisan távozni kívánó embereket elfogták, utánuk lőttek.
Az emlékhelyet először 1989. május 27-én nyitották meg (tulajdonképpen megelőzve az 1989. augusztus 19-i Páneurópai pikniket, ez volt az első határnyitás a vasfüggönyön keresztül), azóta ismét helyi nevezetesség, a turisták kedvelt célpontja. A kőnél minden évben három-nemzeti találkozót tartanak.
2004. május 1-jén a három határfalu szintén itt tartotta meg ünnepségét, üdvözölve az Európai Unió bővítését.

## Megjelenés
A hármashatárkő egy csonka gúla alakú oszlop, 215 centiméter magas, alul 173 centiméter széles. A gúla három oldalán a három határ-ország címere, és a trianoni szerződés ratifikálásának dátuma látható.

## Megközelítés
A hármashatárt a magyarországi Felsőszölnök felől csak gyalogosan, hegyet mászva lehet megközelíteni. A faluból a Hampó-völgyben végigautózva lehet eljutni a hegy lábáig, parkolási lehetőség azonban szinte nincs, hiszen a terület az Őrségi Nemzeti Parkhoz tartozik, így a műút melletti rétekre, legelőkre való parkolást is büntetik. A hegyen felvezető utat az esőzés kimosta, így semmilyen gépjárművel, kerékpárral nem járható.
Ausztria felől murvával felszórt út vezet fel a hegyre, itt azonban a felső részre tilos gépkocsival behajtani, a hegy közepénél parkoló található.
Szlovénia felől is autóval járható út vezet fel a hegyre. A közút végétől 1,7 km-es erdei gyalogút vezet a hármashatárhoz.

## Érdekességek
- Mivel megszűntek az államhatárok a területen, ezért a látogató szabadon járkálhat a három országból ki, illetve be, a Hármashatárkő körül egy kört megtéve ráadásul pár méter alatt három ország területére léphet a látogató.
- A Hármashatár az egész kistérség kedvelt szimbóluma, a Hármashatár elnevezés szerepel étterem, vadásztársaság, együttesek nevében is.
- A Hármashatárkő szlovénül Tromejnik, németül Dreiländerecke.
- A Hármashatárkő és területe három kiemelt nemzeti természetvédelmi terület is egyben, ezek az Őrségi Nemzeti Park (Magyarország), a Dreländer Naturpark Raab (Ausztria) és a Krajinski Park Goričko (Szlovénia).
- A Hármashatár Magyarország legnyugatibb pontja.

## Galéria

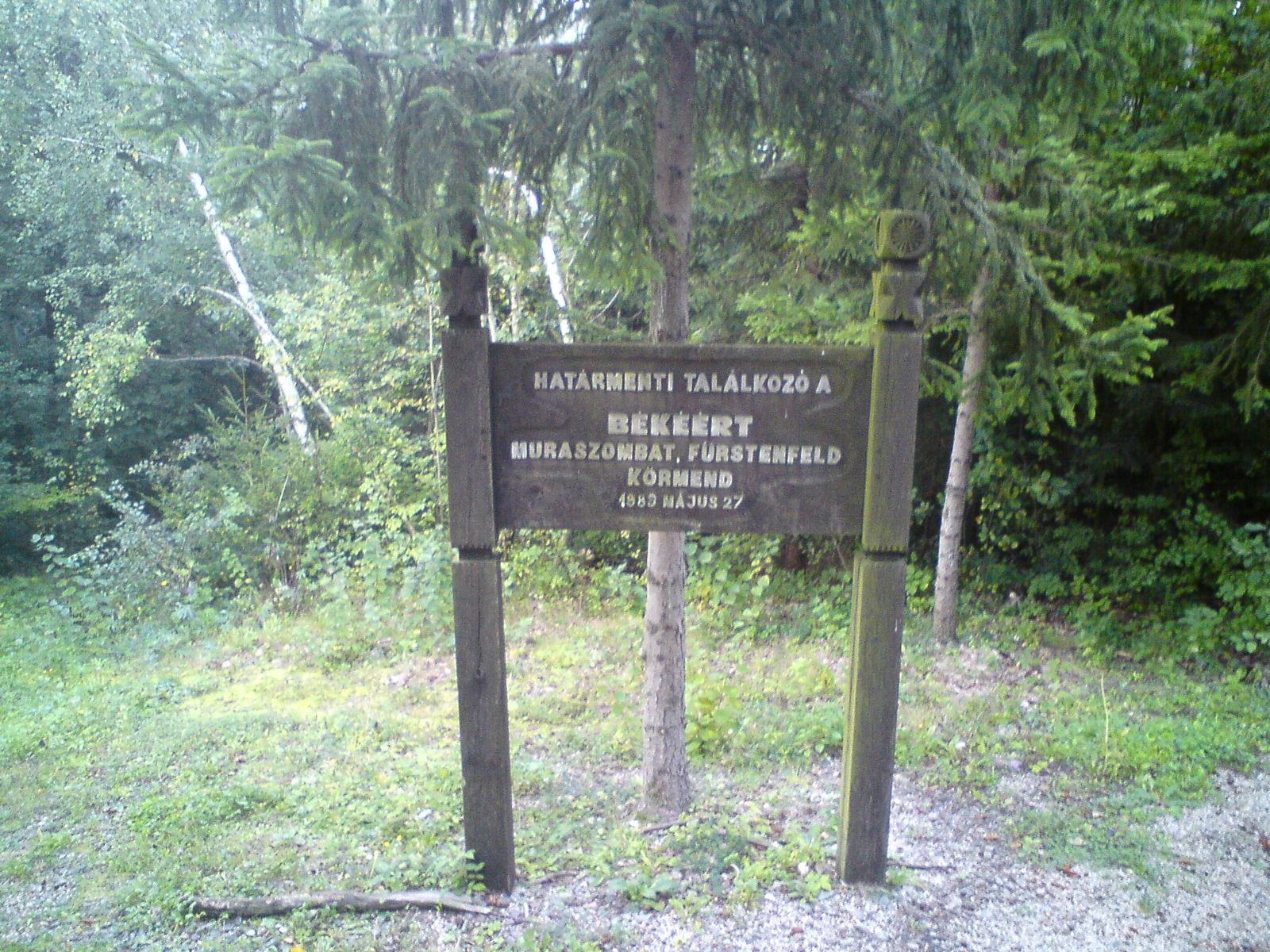
Az 1989. május 27-i találkozó emlékére állított tábla
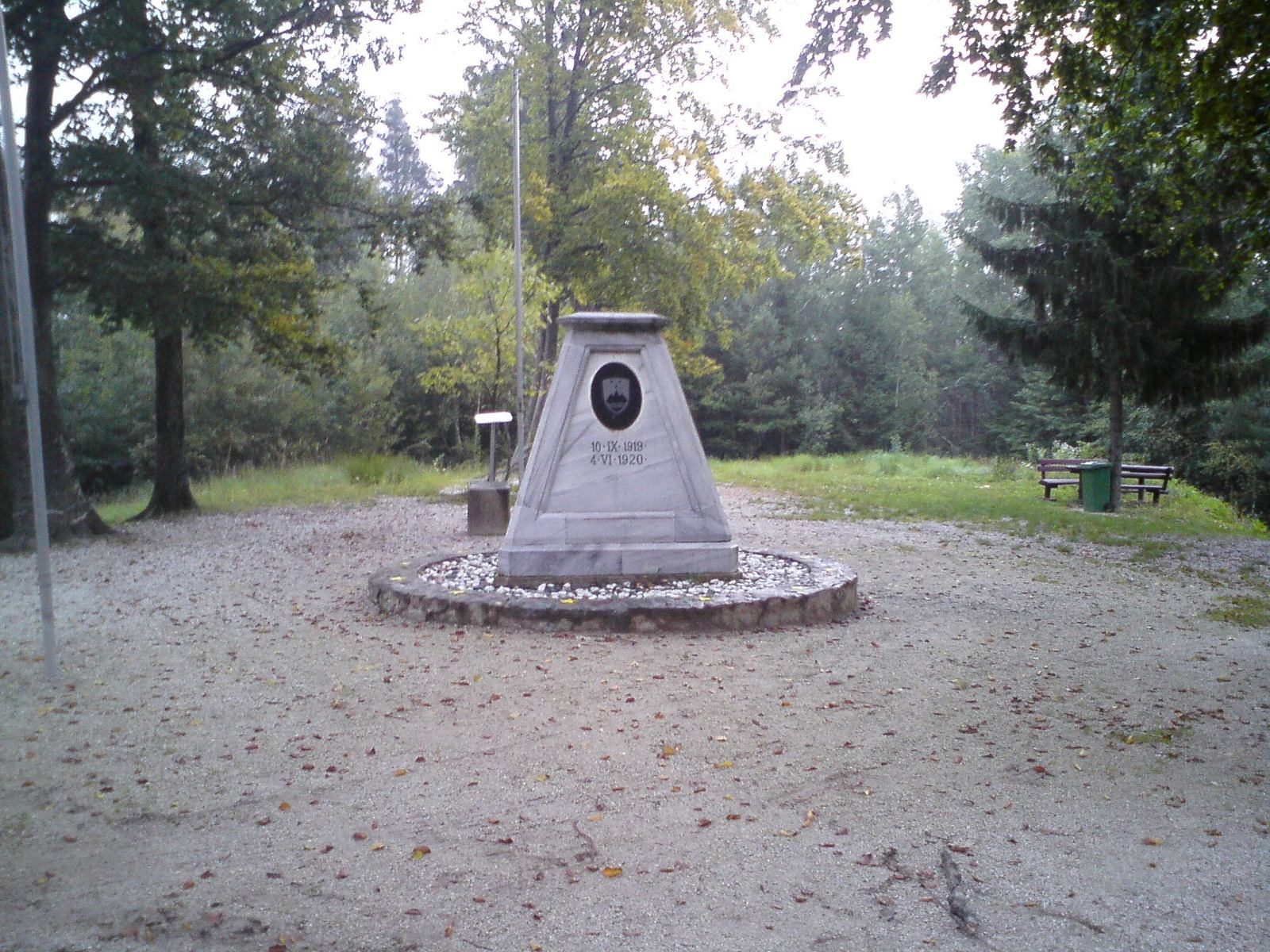
A hármashatárkő 2009 nyarán